# Kéti Chomatá
Pour les articles homonymes, voir Chomata.
Kéti Chomatá, en grec moderne : Καίτη Χωματά (24 octobre 1946-24 octobre 2010), est une chanteuse grecque du mouvement Néo Kýma, la nouvelle vague.

## Biographie
Kéti Chomatá est née à Athènes et a vécu sa jeunesse dans le quartier de Pláka, alors qu'elle est originaire de l'île de Naxos. Elle a étudié la danse classique.
Elle se marie deux fois et a deux filles et quatre petits-enfants de son premier mariage avec l'acteur Vasílis Mavromátis. En 1979, elle se remarie avec son grand admirateur Giánnis Lianós. Atteinte d'un cancer à un très jeune âge, elle le traite pendant près de 32 ans Elle meurt le 24 octobre 2010, jour de son anniversaire, à l'âge de 64 ans, alors qu'elle était soignée à l'hôpital NIMTS (en), après un accident.